# Rogers Cup 2006
Rogers Cup 2006 — ежегодный профессиональный теннисный турнир в серии ATP 1000 для мужчин и 1-я категории WTA для женщин.
Соревнование традиционно проводится на открытых хардовых кортах. Мужской турнир в этом году проводился в Монреале, а женский — в Торонто.
Соревнования прошли с 7 по 13 августа для мужчин и с 14 по 20 августа для женщин.
Прошлогодние победители:
- мужской одиночный разряд —  Рафаэль Надаль
- женский одиночный разряд —  Ким Клейстерс
- мужской парный разряд —  Уэйн Блэк /  Кевин Ульетт
- женский парный разряд —  Анна-Лена Грёнефельд /  Мартина Навратилова

## Соревнования

### Мужчины одиночки
Роджер Федерер обыграл  Ришара Гаске со счётом 2-6, 6-3, 6-2.
- Федерер выигрывает 7-й одиночный титул в сезоне и 40-й за карьеру в основном туре ассоциации. На этом турнире он побеждает во 2-й раз (до этого в 2004 году).
- Гаске сыграл свой 3-й одиночный финал в сезоне и 6-й за карьеру в основном туре ассоциации.

### Женщины одиночки
Ана Иванович обыграла  Мартину Хингис со счётом 6-2, 6-3.
- Иванович выигрывает 1-й одиночный титул в сезоне и 2-й за карьеру в туре ассоциации. Эта её дебютная победа на турнирах 1-й категории.
- Хингис сыграла свой 3-й одиночный финал в сезоне и 65-й за карьеру в туре ассоциации.

### Мужчины пары
Боб Брайан /  Майк Брайан обыграли  Кевина Ульетта /  Пола Хенли со счётом 6-3, 7-5.
- Братья Брайаны выигрывают свой 6-й в сезоне и 32-й за карьеру совместный титул в основном туре ассоциации. На этом турнире они побеждает во 2-й раз (до этого в 2002 году).

### Женщины пары
Мартина Навратилова /  Надежда Петрова обыграли  Кару Блэк /  Анну-Лену Грёнефельд со счётом 6-1, 6-2.
- Навратилова выигрывает 2-й парный титул в сезоне и 177-й за карьеру в туре ассоциации. На этом турнире она с разными партнёршами побеждает в 6-й раз (до этого в 1981-82, 1985, 2003 и 2005 годах).
- Петрова выигрывает 1-й парный титул в сезоне и 12-й за карьеру в туре ассоциации.